# Попов, Сергей Дмитриевич (геолог)
Сергей Дмитриевич Попов (20 сентября 1897, д. Баклановка, Курская губерния, Российская империя — 26 июля 1966) — советский геохимик и минералог. Кандидат геолого-минералогических наук (1936). Доктор геолого-минералогических наук (1953). Разработчик метода шлихового анализа. Начальник лаборатории шлихового анализа Института геохимии и минералогии Академии наук СССР. Начальник Бурятской и Забайкальской экспедиций Совета по изучению производительных сил Академии наук СССР.

## Биография
Родился 20 сентября 1897 года в крестьянской семье деревни Баклановка Курской губернии.
В 15-летнем возрасте начал работать на Сибирской железной дороге.
В 1920 году окончил Педагогические курсы в городе Иркутске, после чего устроился в среднюю школу преподавателем естествознания.
В 1922 году поступил учиться в Иркутский государственный университет. Окончив получение высшего образования (в 1927 году), остался продолжать образование в аспирантуре того же университета, но через год перевёлся в аспирантуру к А. Е. Ферсману в Ломоносовский институт Академии наук СССР.
В 1931 году вступил в ВКП(б).
В 1935 году был в составе экспедиционного отряда Ломоносовского института на Ильменах, где, в том числе, изучал ильменские минералы касситерит, хлорошпинель, плеонаст.
После защиты кандидатской диссертации на соискание учёной степени кандидата геолого-минералогических наук остался работать в Институте геохимии и минералогии Академии наук СССР. Под его руководством в этом институте работала созданная им же лаборатория шлихового анализа.
По состоянию на 1938 год являлся парторгом института.
В начале 1941 года, будучи старшим научным сотрудником Института, вошёл в состав новосозданного Научного совета при геологическом музее имени А. П. Карпинского.
В годы Великой Отечественной войны 1941—1945 годов был вынужденно оторван от занятий научной деятельностью, выполнял государственные задания (специальные задания на фронтах).
Числился с 1941 года заместителем директора Института геологических наук СССР.
По окончании войны вернулся работать в Институт геологических наук Академии наук СССР (старшим научным сотрудником).
Оформив результаты своих работ по изучению интрузий в виде диссертации на соискание учёной степени доктора геолого-минералогических наук на тему «Петрохимические особенности оловоносных гранитоидов» он защитил её в 1953 году.
Был начальником Бурятской и Забайкальской экспедиций Совета по изучению производительных сил Академии наук СССР. Выступил одним из инициаторов создания Забайкальского комплексного научно-исследовательского института, продолжившего исследования, начатые экспедициями упомянутого Совета.
Последние годы жизни, ввиду тяжёлой болезни, был вынужден отказаться от участия в экспедициях.
Умер 26 июля (или 26 июня) 1966 года. Похоронен в Москве.

## Научная деятельность
Областью научной деятельности Сергея Попова до Великой Отечественной войны был минералогический анализ шлихов. Его научные работы соответствующего периода большей частью состоят из исследований минералогии по ряду районов, основанных на данных, полученных им путём созданного им же метода шлихового анализа.
В послевоенные годы исследовал факторы, влияющие на металлоносность интрузий. Все свои научные исследования производил в Сибири, уделяя много внимания вопросу целесообразности разработки в этой местности ряда полезных ископаемых.
В последние годы заканчивал написание работ по геохимии тяжёлых элементов, часть из которых была опубликована ещё при его жизни.

## Публикации
- Попов С. Д. Методика шлихового анализа и минералогический состав Ильменского заповедника : (Тезисы диссертации на звание кандидата геол.-минералогич. наук) / С. Д. Попов ; Акад. наук СССР. — [М.] : тип. Воен. акад., [1936]. — 4 с.
- Попов С. Д., Тимофеев А. А. О полезных ископаемых верхнего течения реки Урюмкана (Восточное Забайкалье) / Отв. ред. Д. И. Щербаков. — 1940. — 48 с. : ил., табл., 1 л. схем. — (Труды Геологического института АН СССР. Выпуск 38. Минералого-геохимическая серия (№7))). — 800 экз.[6]
- Попов С. Д. Петрохимические особенности оловоносных гранитоидов : диссертация на соискание учёной степени доктора геолого-минералогических наук. — 1953.

## Награды и премии
- ???? — орден Красной Звезды (дважды).
- ???? — орден Отечественной войны II степени.
- ???? — четыре медали.
- 1953 — премия Президиума Академии наук СССР — за диссертацию «Петрохимические особенности оловоносных гранитоидов».

## Отзывы
Согласно дневниковым записям академика Вернадского от 25 ноября 1938 года, Попов и Кашин угрожали положению Ирины Борнеман-Старынкевич в Ломоносовском институте, обвиняя при этом управляющего делами Академии наук СССР Данилова во лжи.
Согласно опубликованному в геологической серии «Известий Академии наук СССР» некрологу, Сергей Дмитриевич Попов остался в памяти товарищей учёным-тружеником, который всего добивался собственным трудолюбием. Ему было свойственно в любом вопросе находить и развивать его практическое применение, этим была вызвана его тяга к восточной части СССР, в которой он предвидел кладовую полезных ископаемых.